# Dirades niveicosta
Dirades niveicosta är en fjärilsart som beskrevs av W. Warren 1906. Dirades niveicosta ingår i släktet Dirades och familjen Uraniidae. Inga underarter finns listade i Catalogue of Life.